# أبراج بولونيا
أبراج بولونيا (بالإيطالية: Torri di Bologna)‏ ، هي مجموعة ناطحات سحاب في إيطاليا ، تقع في مدينة بولونيا ، وتعد أطول ناطحة سحاب في العصور الوسطى في قارة أوروبا عبر التاريخ.

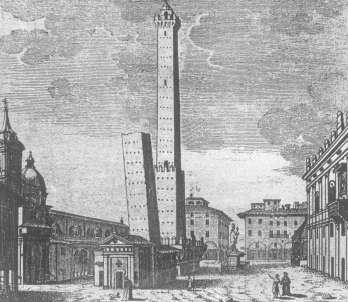
برجان كبيران في بولونيا رسمت عام 1767م.

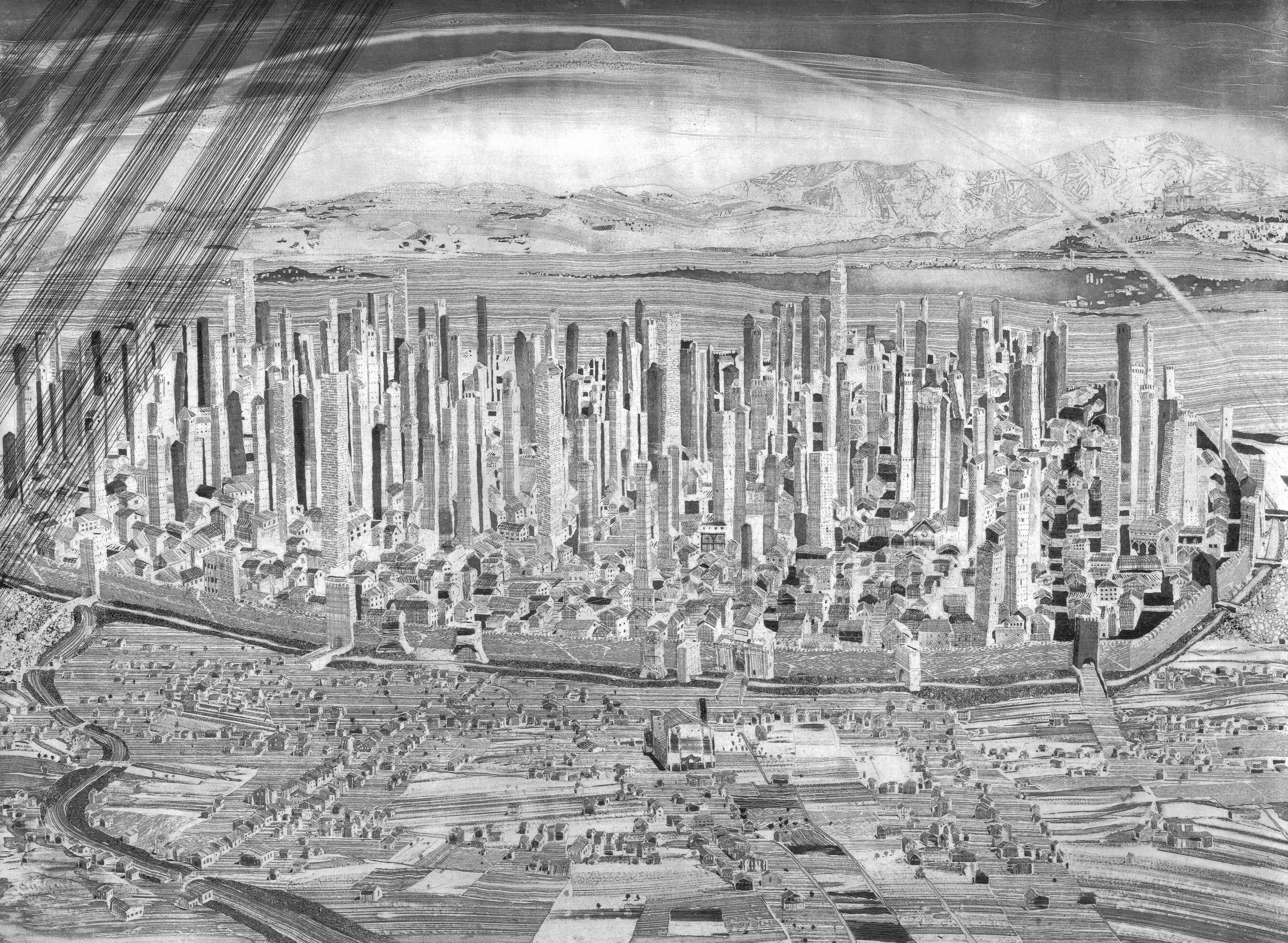
مشروع ناطحة السحاب في القرن الثاني عشر اشبه بناطحة نيويورك.

## وصلات خارجية
- Associazione Guglielmo Marconi: Le due Torri
- Google Map view of the two towers